# Politischer Status der Arktis

Politische Grenzen in der Arktis (2010)

Der politische Status der Arktis, also die völkerrechtliche Frage der Gebietszugehörigkeit, ist bis heute nicht vollständig geklärt. Größere Territorialkonflikte gibt es nicht, jedoch unterschiedliche Standpunkte der Anrainerstaaten des Nordpolarmeeres in maritimen Fragen nach dem Seevölkerrecht, auch wenn mit wenigen Ausnahmen alle Seegrenzen in der Arktis rechtlich in Abkommen geregelt wurden.

## Ansprüche

### Situation im 20. Jahrhundert: Sektortheorie

#### Kanada

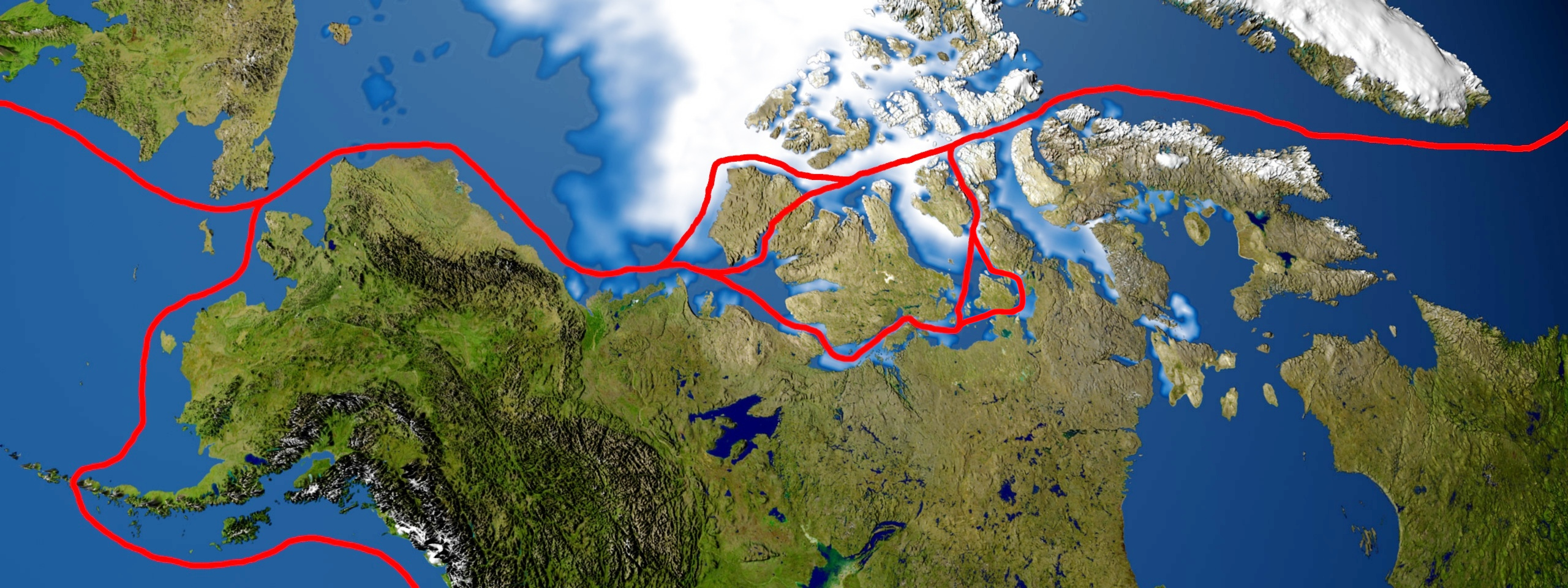
Die Nordwestpassage im Norden Amerikas

1907 schlug der kanadische Senator Pascal Poirier dem Senat vor, formell den Besitz der Landmasse und Inseln zwischen Ost- und Westgrenze bis hin zum Nordpol zu erklären. Bereits 1904 hatte das kanadische Innenministerium eine Karte veröffentlicht, die den 141. und 60. Längengrad bis zum Nordpol hinauf als Grenze zeigte. Der Vorschlag von Poirier, der auch Sektoren für Norwegen, Schweden, Russland und die Vereinigten Staaten vorsah, wurde vom Vertreter der Regierung, Senator Richard Cartwright, abgelehnt und die Debatte vertagt. 1909 erfolgte die formelle Inbesitznahme des gesamten kanadisch-arktischen Archipels zwischen 60°–141° W bis zum Nordpol durch Joseph-Elzéar Bernier, indem er eine Plakette auf Melville Island niederlegte. Nachdem die Sektorentheorie zwischen 1910 und 1924 aufgegeben zu sein schien, erweiterte Kanada 1925 als erster Staat seinen Souveränitätsanspruch in den oben geschilderten Grenzen bis zum Pol.
In den 1950er Jahren, im Kontext des Kalten Krieges, schickte die kanadische Regierung im Rahmen einer Umsiedlung (High Arctic Relocation) Inuit-Familien in den hohen Norden, teilweise um territoriale Ansprüche zu begründen.

#### Sowjetunion
Am 15. April 1926 wurden die Landmasse und die Inseln zwischen 32°4′35″ E und 168°49′30″ W durch einen Beschluss des Präsidiums des Obersten Sowjets als der Sowjetunion zugehörig festgelegt. Dies entspricht einem Dreieck zwischen Murmansk, dem Nordpol und der Tschuktschen-Halbinsel und somit einem Großteil des Nordpolarmeeres. Nach William E. Butler sei jedoch unklar, ob der Beschluss je die Wassermasse des Gebietes im Sinne einer Staatsgrenze umfasst habe.

#### Norwegen, Dänemark und die USA
Norwegen lehnte die Anwendung der Sektortheorie auf die Arktis rundheraus ab. Dies wurde besonders im Prozess um die Frage der Zugehörigkeit Grönlands vor dem Ständigen Internationalen Gerichtshof 1933 deutlich, aber auch in den Verhandlungen mit der Sowjetunion um die Abgrenzung des Kontinentalschelfs zwischen Spitzbergen und Franz-Josef-Land.
Nach Ansicht von Donat Pharand habe Dänemark gegenüber der Sektorentheorie eine Haltung des Nichtvertrauens und der impliziten Opposition verfolgt. Im Prozess um die Frage der Zugehörigkeit Grönlands stützte sich Dänemark nicht auf die Sektorentheorie und griff diese auch in den Verhandlungen mit Kanada um die Abgrenzung des Kontinentalschelfs in der Lincolnsee nicht auf, obwohl dies für die dänische Seite von Vorteil gewesen wäre.
Die Vereinigten Staaten haben sich in der Arktis nie auf die Sektortheorie gestützt und sich bei verschiedenen Gelegenheiten direkt oder indirekt dagegen ausgesprochen, so beispielsweise 1925 im Rahmen der Byrd-MacMillan-Expedition oder 1952 bei der Einrichtung von Forschungsstationen auf dem Eisberg T-3.

#### Übergang zum Seerechtsübereinkommen
Eine bindende internationale Entscheidung bezüglich des betroffenen Gebiets gab es allerdings bis zum Inkrafttreten des Seerechtsübereinkommens 1994 nicht. Der Nordpol selbst und der größte Teil des Nordpolarmeeres wurden von den meisten Staaten als internationale Gewässer angesehen. Am Ende des 20. Jahrhunderts begann der polare Eisschild aufgrund der globalen Erwärmung immer schneller (und vor allem schneller als erwartet) zu schmelzen. Somit schien die Nutzung des sonst von ewigem Eis bedeckten Meeres für kommerzielle und wissenschaftliche Zwecke immer näher zu rücken. Einige Staaten griffen ihre alten Ansprüche wieder auf oder erarbeiteten neue Vorschläge zur Aufteilung des Polargebietes. Auch die immer konkreter werdenden Hinweise auf eine möglicherweise bevorstehende globale Rohstoffknappheit führten zu einer Intensivierung der Arbeit an entsprechenden Projekten: 2007 berichtete die ZEIT, dass bis zu 25 % der globalen Erdöl- und Erdgasvorräte unter dem arktischen Meeresgrund lagern könnten. Ebenso rechne man mit Zinn-, Mangan-, Gold-, Nickel-, Blei-, Platin- und Rohdiamantenvorkommen. Von wirtschaftlicher Bedeutung sind auch die Fischvorkommen der Arktis.

### Ansprüche nach dem Seerechtsübereinkommen im 21. Jahrhundert
Nach dem Seerechtsübereinkommen (SRÜ) der Vereinten Nationen von 1982, welches 1994 in Kraft trat, haben Staaten mit ozeanischer Küste das Recht, Ressourcen der Wassersäule und des darunterliegenden Festlandsockels bis zu einer Entfernung von 200 Seemeilen (~370 km) von der Basis-Küstenlinie auszubeuten. Dieser sich an die Hoheitsgewässer anschließende Bereich wird nach dem SRÜ als ausschließliche Wirtschaftszone (AWZ) bezeichnet. Das bedeutet, dass im Rahmen des Abkommens die sechs Anrainerstaaten, Norwegen, Island, Dänemark, Russland, die USA sowie Kanada, begrenzte souveräne Rechte in Teilen des Nordpolarmeeres ausüben dürfen.
Der Nordpol und das ihn umgebende Gebiet sind aber so weit vom Festland entfernt, dass sie nach derzeitiger Rechtslage als Hohe See nicht Hoheitsgebiet eines Staates sein können. Allerdings hat jeder Staat die Möglichkeit, innerhalb von zehn Jahren nach Ratifizierung des SRÜ bei der Kommission zur Begrenzung des Festlandsockels (CLCS) auf Grundlage wissenschaftlicher und technischer Daten einen über die 200-Seemeilen-Begrenzung der AWZ reichenden, ausgedehnten Festlandsockel nachzuweisen.
Aufgrund dieser Regelung beantragten bisher Russland (2001), Norwegen (2006), Kanada (2013) und Dänemark (2014) eine solche Ausweitung ihres Gebietes. Eine Gesamtübersicht der diversen Ansprüche hat das Centre for Borders Research der Universität Durham erstellt.
Ansprüche auf einen ausgedehnte Festlandsockel geben den Antrag stellenden Staaten das Recht, den Meeresboden und die Rohstoffquellen unterhalb des Bodens auszubeuten, beziehen sich jedoch nicht auf die darüber befindlichen Gewässer („Wassersäule“) und den darüber befindlichen Luftraum.

#### Russland
Russland hat das SRÜ am 12. März 1997 ratifiziert und konnte somit bis 2007 Anspruch auf einen erweiterten Festlandsockel erheben. Am 20. Dezember 2001 beantragte Russland offiziell bei der Kommission zur Begrenzung des Festlandsockels die Festlegung neuer Außengrenzen für den russischen Kontinentalschelf jenseits der 200 Seemeilen weiten AWZ. Das hierdurch von Russland beanspruchte Gebiet mit einer Fläche von etwa 1,2 Millionen Quadratkilometern umfasst einen großen Teil der Arktis, inklusive des Nordpols.
Der Antrag wurde unter anderem damit begründet, dass sowohl der Lomonossow- als auch der Mendelejew-Rücken unterseeische Fortsetzungen der eurasischen Landmasse seien. Der Antrag wurde von der Kommission zurückgewiesen; die technischen und fachlichen Gründe hierfür blieben auf Wunsch Russlands vertraulich. In den Jahren 2007 und 2008 wurden Forschungen als Teil des russischen Beitrags zum 4. Internationalen Polarjahr durchgeführt. Durch die Arktika 2007 genannte Expedition wurde die Struktur und Entstehung der Erdkruste in der Arktis nahe Eurasiens, unter anderem durch Forschung am Mendelejew-, am Lomonossow- und am Alpha-Rücken, untersucht. Die Gruppe von 50 russischen Wissenschaftlern kam dabei nach der Expedition zu dem Ergebnis, dass zumindest der Lomonossow-Rücken mit russischem Territorium verbunden sei, was jedoch von anderen Wissenschaftlern in Zweifel gezogen wurde. Unter dem Meeresboden der fraglichen Gebiete könnten nach Angaben der russischen Wissenschaftler bis zu zehn Milliarden Tonnen Öl und Gas lagern.
Anfang August 2007 tauchten zwei russische U-Boote vom Typ Mir in eine Tiefe von 4261 Metern unter dem Meeresspiegel und setzten am geografischen Nordpol eine russische Flagge in den Erdboden. Während die kanadische Regierung scharfe Kritik übte, sah die dänische Regierung dies nur als „bedeutungslosen Gag für die Medien“. Der Sprecher des dänischen Außenministeriums, Peter Taksøe-Jensen, sagte: „Das nehmen wir sehr gelassen und mit Humor. Für die juristische Durchsetzung völkerrechtlicher Ansprüche hat das nicht die geringste Bedeutung.“ Am 3. Mai 2007 hielt Präsident Putin eine Rede auf dem nuklearen Eisbrecher 50 Let Pobedy, in der er zu größeren Bestrebungen drängte, um die „strategischen, wirtschaftlichen, wissenschaftlichen und Schutzinteressen“ Russlands im arktischen Raum zu schützen.
Im August 2015 reichte Russland auf Grundlage der zwischenzeitlichen Forschungen einen aktualisierten Antrag bei der Kommission zur Begrenzung des Festlandsockels ein. In diesem wurden über den Nordpol hinausreichende Abschnitte des Lomonossow-Rückens und der Gakkelrücken als unterseeische Fortsetzung der eurasischen Landmasse eingeschlossen.
Im März 2021 reichte Russland zwei Ergänzungen zum aktualisierten Antrag von 2015 bei der Kommission zur Begrenzung des Festlandsockels ein. Diese Ergänzungen umfassen weitere Teile des Gakkelrückens und des Nansen- und Amundsen-Beckens sowie weit über den Nordpol hinausreichende Abschnitte des Lomonossow-, Alpha- und Medelejew-Rückens und der Amundsen-, Makarow- und Kanada-Becken.
Eine aktuelle Übersichtskarte (Stand: 2021) über die russischen Ansprüche stellt das Centre for Borders Research der Universität Durham zur Verfügung.

#### Kanada
Kanada hat das SRÜ am 7. November 2003 ratifiziert und konnte somit bis 2013 Anspruch auf einen erweiterten Festlandsockel erheben. Am 6. Dezember 2013 reichte Kanada zunächst Ansprüche auf einen erweiterten Festlandsockel beginnend südlich von Nova Scotia über die Neufundlandbank bis zur Labradorsee ein. Diese wurden 2019 um umfassende Ansprüche im Nordpolarmeer, unter anderem über einen großen Teil des Lomonossow-Rückens, ergänzt.

#### Dänemark
Dänemark hat das SRÜ am 16. November 2004 ratifiziert und konnte somit bis 2014 Anspruch auf einen erweiterten Festlandsockel erheben. Am 15. Dezember 2014 erhob Dänemark formell Anspruch auf einen erweiterten Festlandsockel nördlich der Insel Grönland, die sich dänischen Angaben zufolge im Lomonossow-Rücken bis über den Nordpol hinaus weiter fortsetze. Die dänischen Forschungen zur Stützung dieses Anspruchs begannen im Frühjahr 2006 mit der Expedition LORITA-1. Sie wurden im Rahmen des 4. Internationalen Polarjahres 2007/2008 mit der Expedition LOMROG an Bord des schwedischen Eisbrechers Oden und mit Unterstützung des russischen Atom-Eisbrechers 50 Let Pobedy fortgesetzt. Weitere Expeditionen folgten 2009 mit LOMROG II und 2012 mit LOMROG III. Die meisten Expeditionen wurden in Kooperation mit Schweden und Kanada durchgeführt.

#### Norwegen
Norwegen hat das SRÜ am 24. Juni 1996 ratifiziert und konnte somit bis 2006 Anspruch auf einen erweiterten Festlandsockel erheben. Am 27. November 2006 reichte Norwegen einen Antrag bei der Kommission zur Begrenzung des Festlandsockels ein, der in drei Gebieten Abweichungen von der 200-Seemeilen-Begrenzung vorsah: beim sogenannten „Loophole“ in der Barentssee, beim westlichen Nansen-Becken nördlich von Spitzbergen im Nordpolarmeer sowie beim sogenannten „Banana Hole“ im Europäischen Nordmeer. Am 15. September 2010 einigte sich Norwegen mit Russland über den strittigen Abschnitt der Barentssee („Loophole“).

### Ansprüche außerhalb des Seerechtsübereinkommens

#### Vereinigte Staaten von Amerika
Für die US-Regierung spielen mögliche Gebietsgewinne durch den Anrainerstatus des nördlichsten Bundesstaats Alaska eine untergeordnete Rolle, weil ihr durch die vergleichsweise kurze Küstenlinie bei sämtlichen Verfahren nur eine geringe Fläche zufallen würde. Der Blickpunkt der US-amerikanischen Arktispolitik ist vielmehr auf die Nordost- und die Nordwestpassage gerichtet. Diese Gewässer sollten nach Ansicht der Regierungen unter Bill Clinton und George W. Bush so weit wie möglich internationalisiert werden, um eine möglichst ungehinderte Schifffahrt und die weitere wirtschaftliche Nutzung zu ermöglichen. Dies stieß auf Widerstand in Kanada, Russland und im amerikanischen Senat, der eine Ratifizierung des SRÜ seit 1994 verzögert.
[veraltet]
Nach Beschluss des 116. amerikanischen Kongresses verstärken die USA ihre militärischen Aktivitäten in der Arktis. So wurden für den Haushalt 2019 Mittel in Höhe von 750 Millionen US-Dollar (2019: ca. 681 Millionen Euro) bereitgestellt, mit denen der Bau eines Eisbrechers finanziert werden soll. Darüber hinaus hat der Senatsausschuss für die Streitkräfte einen Zusatz für das Haushaltsgesetz 2020 des Pentagons (NDAA) eingefügt, mit denen ein oder mehrere militärische Häfen in der Arktis finanziert werden sollen.[veraltet] Die Vorherrschaft der USA in der Arktis müsse unterstrichen werden, um so den Einfluss von Russland, aber auch den von China zurückdrängen zu können, so der damalige amerikanische Sicherheitsberater John Bolton.

#### Europäische Union
Auch die Europäische Union hat damit begonnen, ihre eigenen Interessen an der Arktis zu definieren. Sie verweist besonders auf die Bedeutung der Handelsschifffahrt in eisfreien Gebieten und erhofft sich „stärkere Mitwirkungsmöglichkeiten der Europäischen Kommission an der Arbeit des Arktischen Rates durch Zuerkennung des Status eines ständigen Beobachters“.

## Territoriale Konflikte
Auch nach Verabschiedung des Seerechtsübereinkommens 1983 bestehen weiterhin verschiedene territoriale Konflikte zwischen den Anrainerstaaten.

### Hans-Insel

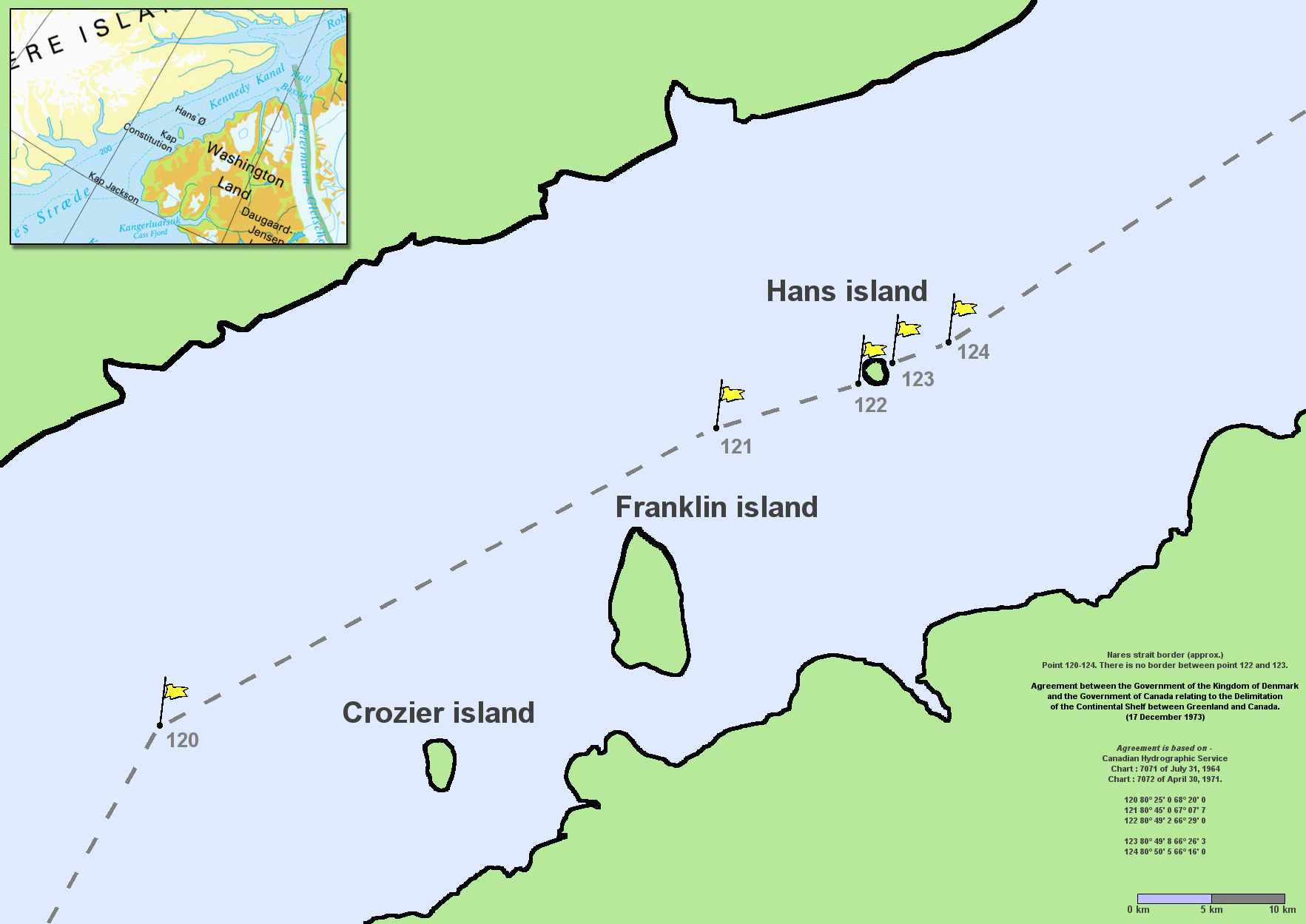
Die Lage der Hans-Insel in der Nares-Straße

Der Streit zwischen Kanada und Dänemark um die Hans-Insel in der Nares-Straße ist nur vorläufig beigelegt. 1984, 1988, 1995 und 2003 wurden dänische Flaggen auf der Hans-Insel gehisst. Die kanadische Regierung protestierte ausdrücklich gegen diese Aktivitäten. Im Juli 2005 schließlich besuchte der damalige kanadische Verteidigungsminister Bill Graham während einer Fahrt durch die Arktis die Insel unangemeldet. Dies löste einen neuen diplomatischen Streit zwischen den beiden Regierungen aus, der im September des gleichen Jahres beigelegt werden konnte. Kanada beanspruchte das Gebiet, da nach Karten, die bei der Koordinatenbestimmung der Inseln benutzt worden waren, die gesamte Insel an der kanadischen Seite der Abgrenzungslinie lag. Allerdings überprüften Bundesbeamte die letzten Satellitenbilder von Juli 2007 und gestanden ein, dass die Linie ungefähr quer über die Mitte der Insel führt. Seitdem ist der territoriale Status der Insel umstritten. Ansprüche auf Fischgründe und zukünftiger Zugang zur Nordwestpassage stehen dabei auch auf dem Spiel. Am 23. Mai 2018 kündigten Kanada und Dänemark die Einrichtung einer gemeinsamen Arbeitsgruppe an, die die Grenze zwischen beiden Ländern, Hans Island eingeschlossen, endgültig festlegen soll. Anschließend wurde am 14. Juni 2022 ein Vertrag unterzeichnet, der die Insel mit einer etwa 1,2 km langen Grenze aufteilt.

### Beaufortsee

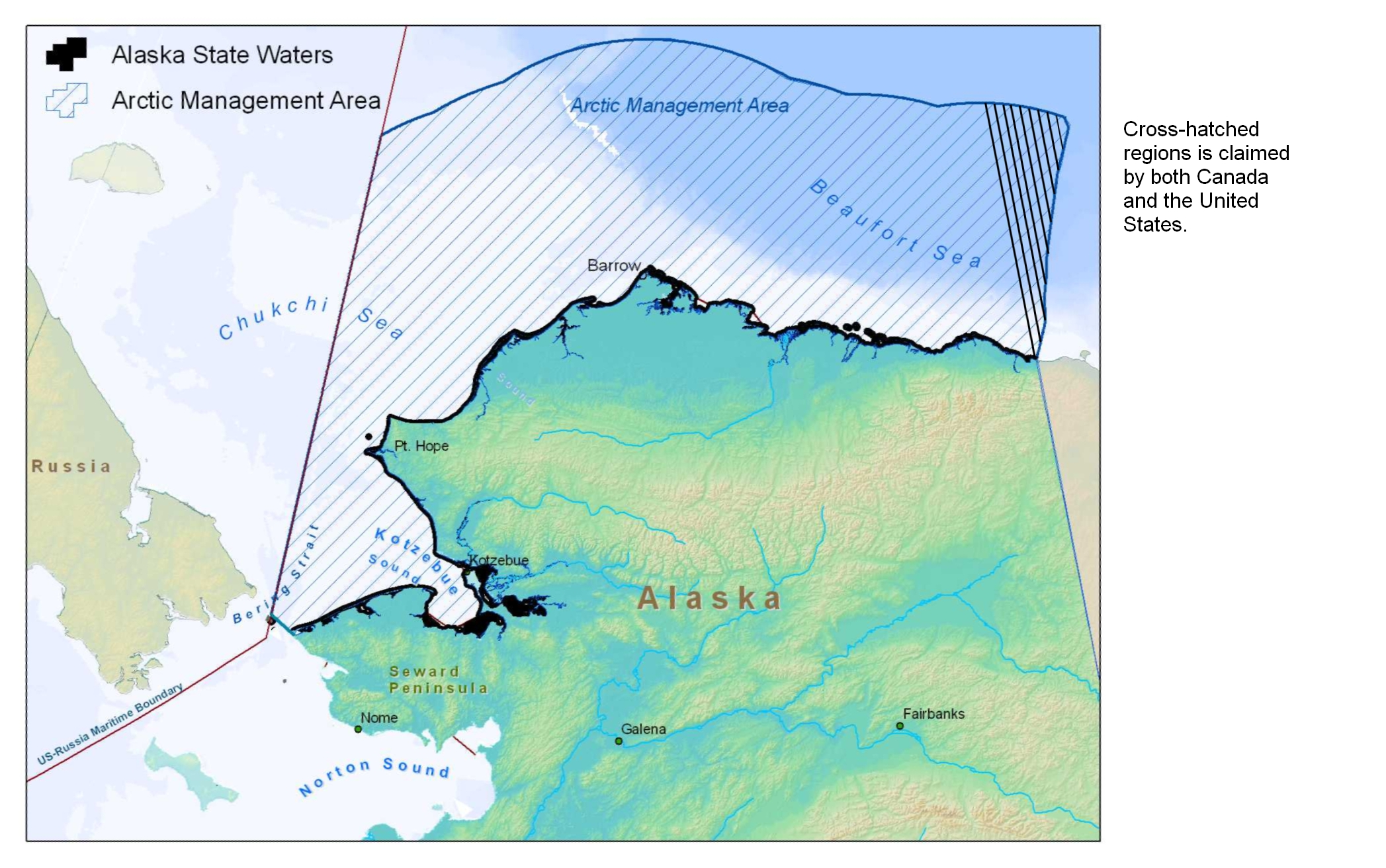
Das umstrittene Gebiet (fett schraffiert)

Es gibt einen Streit über ein keilförmiges Stück der Grenze in der Beaufortsee zwischen dem kanadischen Territorium Yukon und dem US-amerikanischen Bundesstaat Alaska. Nach Meinung Kanadas umfasse die Festlegung auf den 141. Längengrad, die im Vertrag von St. Petersburg (1825) vorgenommen wurde, sowohl die Land- als auch die Seegrenze. Aus US-amerikanischer Sicht gelte dies jedoch nur für die Landgrenze, die Seegrenze dehne sich entlang einer Linie aus, die von den Küsten beider Nationen gleich weit entfernt sei. Das umstrittene Gebiet enthält möglicherweise große Rohstoffreserven, deren Ausbeutung 2016 aufgrund hoher Kosten und technologischer Herausforderungen mittel- bis langfristig als nicht machbar eingeschätzt wurde. Es wurde seitens des amerikanischen Bureau of Ocean Energy Management (BOEM) für die Verpachtung zur Suche nach Öl- und Gasreserven und deren Vermarktung vorgesehen, was Kanada als Verletzung seiner Souveränität betrachtete. Frühere Versuche, diesen Streit beizulegen, sind bisher ins Leere gelaufen (Stand: 2016).
Am 20. August 2009 kündigte der US-amerikanische Handelsminister Gary Locke ein Moratorium für die Fischerei in der Beaufortsee nördlich von Alaska samt den umstrittenen Gewässern an. Gegen diese Entscheidung legte Kanada diplomatischen Protest ein.

### Nordwestpassage
Der Rechtsstatus der Nordwestpassage für die transarktische Schifffahrt ist ebenso umstritten. Kanada sieht sie als Teil des Kanadisch-arktischen Archipels und damit gemäß dem Seerechtsübereinkommen als Binnengewässer. Die Vereinigten Staaten und andere Seefahrernationen betrachten die Gewässer als internationale Meeresstraße, was fremden Schiffen das Recht auf Durchfahrt gewähren würde. Nach diesem Verständnis hätte Kanada das Recht, Fischerei- und Umweltschutzregelungen zu beschließen, ferner Steuer- und Anti-Schmuggelgesetze, aber nicht das Recht, die Passage zu schließen. Auch die Umweltschutzregelungen wären weniger streng, wenn die Nordwestpassage nicht zu den internen Gewässern Kanadas zählen würde. Zwar sind die betroffenen Gewässer, zu denen auch die Nordwestpassage zählt, aufgrund der weitgehenden Vereisung über neun Monate des Jahres nicht sehr attraktiv für die zivile und militärische Schifffahrt, doch sollte die globale Erwärmung anhalten, würde die Nordwestpassage für viele Schiffe mit bis zu 7000 Seemeilen eine deutliche Abkürzung gegenüber der Fahrt über den gebührenpflichtigen mittelamerikanischen Panamakanal darstellen.
Im Juli 2007 fasste die kanadische Regierung den Beschluss, sechs bis acht Hochsee-Patrouillenboote (Harry-DeWolf-Klasse) bauen zu lassen, um die territorialen Ansprüche zu unterstreichen. Weiterhin wurden Pläne zum Bau eines Tiefsee-Militärhafens in Resolute Bay gefasst. Der damalige Premierminister Stephen Harper rückte aber von seinem Wahlversprechen ab, die Nordwestpassage das ganze Jahr über durch Eisbrecher der Marine schiffbar zu halten.

## Weitere politische Fragen
Angesichts weiterer offener Fragen, die den politischen Status der Arktis betreffen, wurde 1996 von den „Arktischen Acht“, den Staaten mit Gebiet nördlich des Polarkreises, der Arktische Rat als Forum für zwischenstaatliche Zusammenarbeit gegründet. Neben der politischen Einbindung der indigenen Völker des Polarkreises spielen Umweltschutz und nachhaltige Entwicklung eine zentrale Rolle. Die Zusammenarbeit im arktischen Rat führte im Mai 2011 zum Abschluss des Abkommens zu Such- und Rettungsoperationen in der Arktis, 2013 zum Abkommen zur Notfallvorsorge und Gefahrenabwehr bei marinen Ölverschmutzungen und 2017 zum Abkommen zur Verbesserung der wissenschaftlichen Zusammenarbeit in der Arktis. Darüber hinaus besteht seit 1993 der Euro-arktische Barentssee-Rat für Zusammenarbeit in der Barentsregion.
Neben den territorial-völkerrechtlichen Fragen bleibt vor allem die Umweltschutzpolitik ein umstrittenes Thema. Kanada hat für seine Arktisgebiete spezielle Umweltschutzgesetze erlassen. Für die übrigen Staaten fehlen vergleichbare Gesetze weitgehend. Diskutiert wird auch eine Ergänzung der Seerechtskonvention um Bestimmungen zum Umweltschutz und zum Fischfang für die internationalen Arktis-Gewässer, die dann von der Internationalen Seeschifffahrts-Organisation der Vereinten Nationen oder vom Arktisrat überwacht werden könnten. Seit 2015 gibt es Bestrebungen eines Moratoriums für unregulierten kommerziellen Fischfang in den internationalen Gewässern der Arktis, die 2018 in einem Abkommen mündeten. Dieses tritt in Kraft, wenn alle 10 Unterzeichner das Abkommen ratifiziert haben.